# Adolfo Díaz
Adolfo Díaz (né le 15 juillet 1875 à Alajuela au Costa Rica mort à San José (Costa Rica) le 29 janvier 1964), est un homme d'État nicaraguayen. Il est président du Nicaragua du 9 mai 1911 au 1er janvier 1917 et du 14 novembre 1926 au 1er janvier 1929.
Il participe au renversement par les conservateurs nicaraguayens et les États-Unis du président José Santos Zelaya. Il est ensuite un chef d’État particulièrement attentif aux intérêts des États-Unis au Nicaragua. 